# Hl. Familie (Empelde)

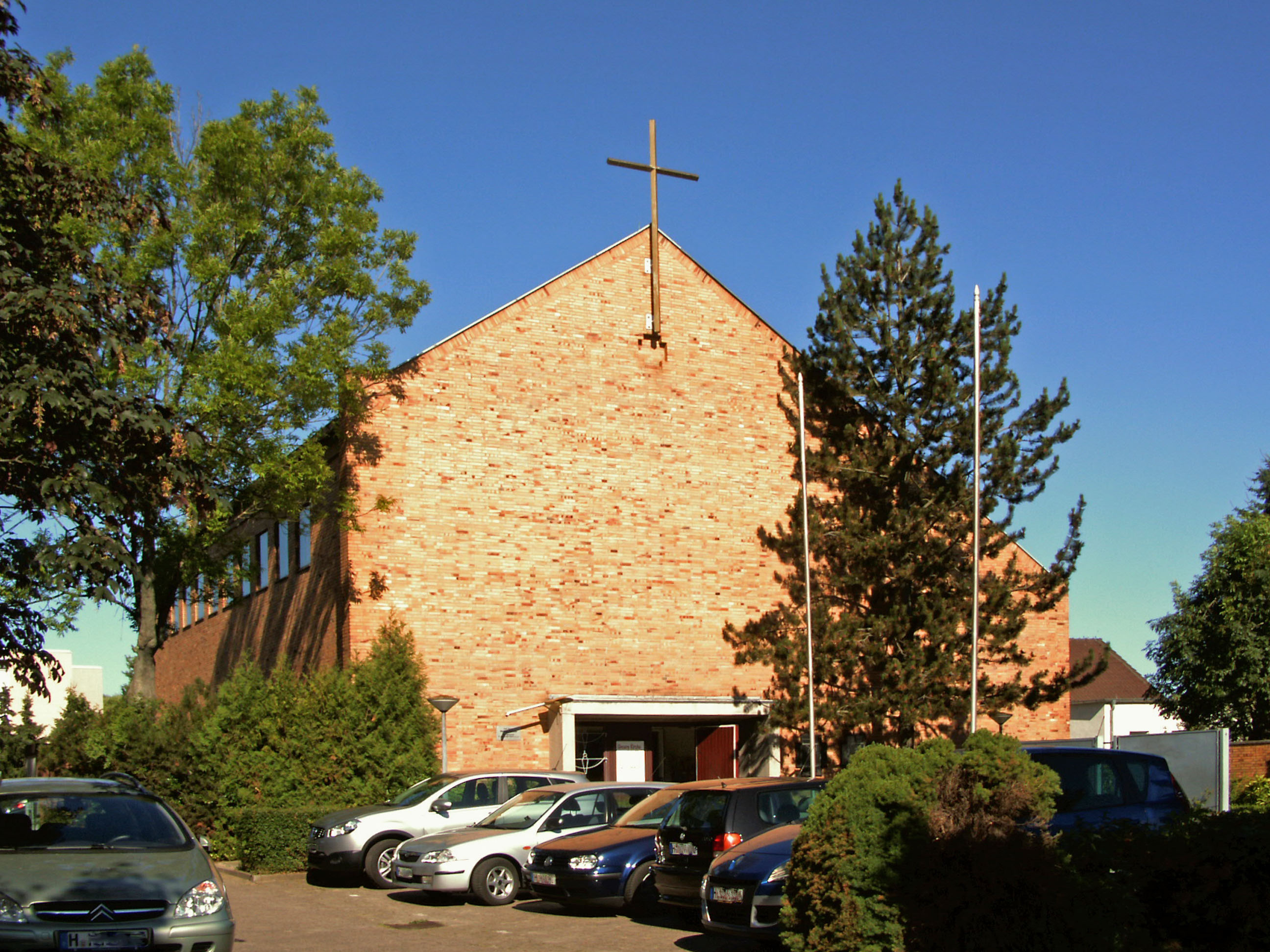
Kirche Hl. Familie (2013)

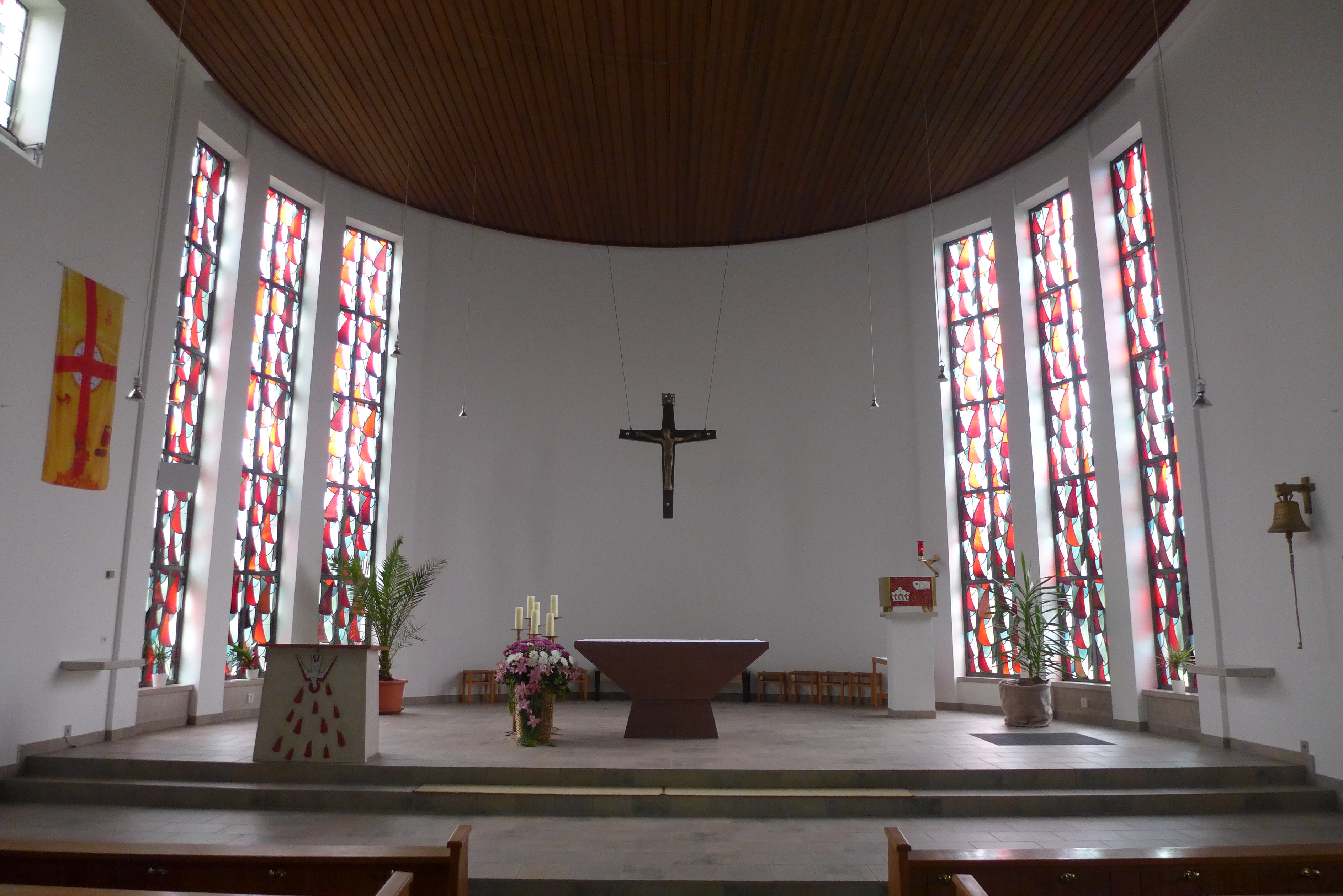
Altar (2013)

Die Kirche Heilige Familie war die katholische Kirche in Empelde, einem Stadtteil von Ronnenberg in der Region Hannover in Niedersachsen. Die nach der Heiligen Familie benannte Kirche befand sich in der Berliner Straße 20. Die Kirche gehörte zur Pfarrei „St. Maximilian Kolbe“, die ihren Sitz im Ökumenischen Kirchencentrum Mühlenberg hat, und zum Dekanat Hannover des Bistums Hildesheim.

## Geschichte
Nachdem sich in Folge des Zweiten Weltkriegs im seit der Einführung der Reformation im 16. Jahrhundert evangelisch-lutherisch geprägten Raum Hannover durch den Zuzug von Flüchtlingen und Heimatvertriebenen auch die Zahl der Katholiken erheblich vergrößert hatte, bildete sich in Empelde eine katholische Kirchengemeinde. Im Sommer 1946 errichtete die Ordensgemeinschaft der „Grauen Schwestern“ im Lager eine katholische Schwesternstation. Die fünf Nonnen eröffneten einen Kindergarten, waren aber auch in der ambulanten Krankenpflege im Lager und Dorf tätig. Sie blieben bis 1952. Ab 1946 wurden in Empelde katholische Kirchenbücher geführt. Zunächst wurde eine Notkirche in einem Flüchtlingslager eingerichtet, in der katholische und evangelische Gottesdienste stattfanden. Einige Ausstattungsgegenstände, darunter eine Glocke mit der Aufschrift Ave Maria im Moor sowie je eine Marien- und Barbara-Statue, stammen aus der 1947 abgerissenen Kapelle Maria im Moor in Neudorf-Platendorf. Nachdem das Lager 1960 aufgelöst worden war, kamen diese Gegenstände in die neuerbaute Kirche.
1959 begann der Bau der heutigen Kirche, am 13. März 1960 folgte ihre Konsekration. Am 1. April 1960 wurde die Kirchengemeinde Empelde errichtet.  Der ehemalige Lagerpfarrer Josef Zach konnte an der neuen Kirche ein neues Pfarrhaus beziehen. Unter dem gemeinsamen Pfarrer Albrecht Przyrembel begannen die Kirchengemeinde „Hl. Familie“ und die Gemeinde „St. Thomas Morus“ in Ronnenberg eine enge Zusammenarbeit. Gemeinsam gaben sie einen Pfarrbrief heraus, errichteten das „Ronnenberg-Forum“ mit zahlreichen öffentlichen Veranstaltungen und unternahmen gemeinsame Reisen. 1982 erfolgte in Empelde die Weihe der Orgel.
Vom 1. August 2002 an gehörte die Kirche zur Pfarrgemeinde „St. Maximilian Kolbe“ in Hannover-Mühlenberg, die Kirchengemeinde „Hl. Familie“ wurde in diesem Zusammenhang aufgehoben. Ab dem 1. Mai 2007 gehörte die Kirche zum damals neu gegründeten Dekanat Hannover, zuvor gehörte sie zum Dekanat Hannover-Süd/West.
Auf Grund zurückgehender Finanzmittel, aber auch der geringer werdenden Zahl von Priestern und Kirchenbesuchern, erfolgte 2009 im Bistum Hildesheim eine Prüfung aller Kirchen nach ihrer künftigen Notwendigkeit. Zunächst wurde die Kirche „St. Jakobus der Jüngere“ in Weetzen profaniert und abgebrochen. Der Abbruch einer weiteren der beiden restlichen Ronnenberger Filialkirchen, „Hl. Familie“ oder „St. Thomas Morus“ in der Pfarrei „St. Maximilian Kolbe“ (Hannover-Mühlenberg), war vorauszusehen. Im November 2014 hat der Pastoralrat der Pfarrei „St. Maximilian Kolbe“ beschlossen, die Kirche „Hl. Familie“ im Jahre 2016 zu schließen. Anlass waren die erforderlichen Reparaturkosten des Kirchengebäudes. Am 22. Januar 2016 erfolgte die Profanierung der Kirche durch Weihbischof Nikolaus Schwerdtfeger, das Grundstück mit der Kirche wurde verkauft. Nach dem Abriss im Jahr 2017 entstanden hier Eigentumswohnungen.
Aus dem Altar wurde der Grundstein der katholischen Kindertagesstätte in Ronnenberg hergestellt, deren Grundsteinlegung im Juni 2018 erfolgte. Die Marien-Statue wurde in die Taufkapelle der evangelischen Johanneskirche in Empelde gebracht, in der es seither sonntags auch katholische Gottesdienste gibt. Die Barbara-Statue kam in die Dauerausstellung zur lokalen Kalisalzbergbaugeschichte im Heimatmuseum Ronnenberg.
Nächstgelegene katholische Kirche ist heute die rund zwei Kilometer entfernte Kirche „Christ König“ in Badenstedt, die jedoch zur Pfarrei „St. Godehard“ gehört.

## Architektur und Ausstattung
Die in rund 61 Meter Höhe über dem Meeresspiegel gelegene turmlose Kirche wurde nach Plänen des Architekten Karl-August Muth (Hannover) erbaut.

In der Kirche Heilige Familie
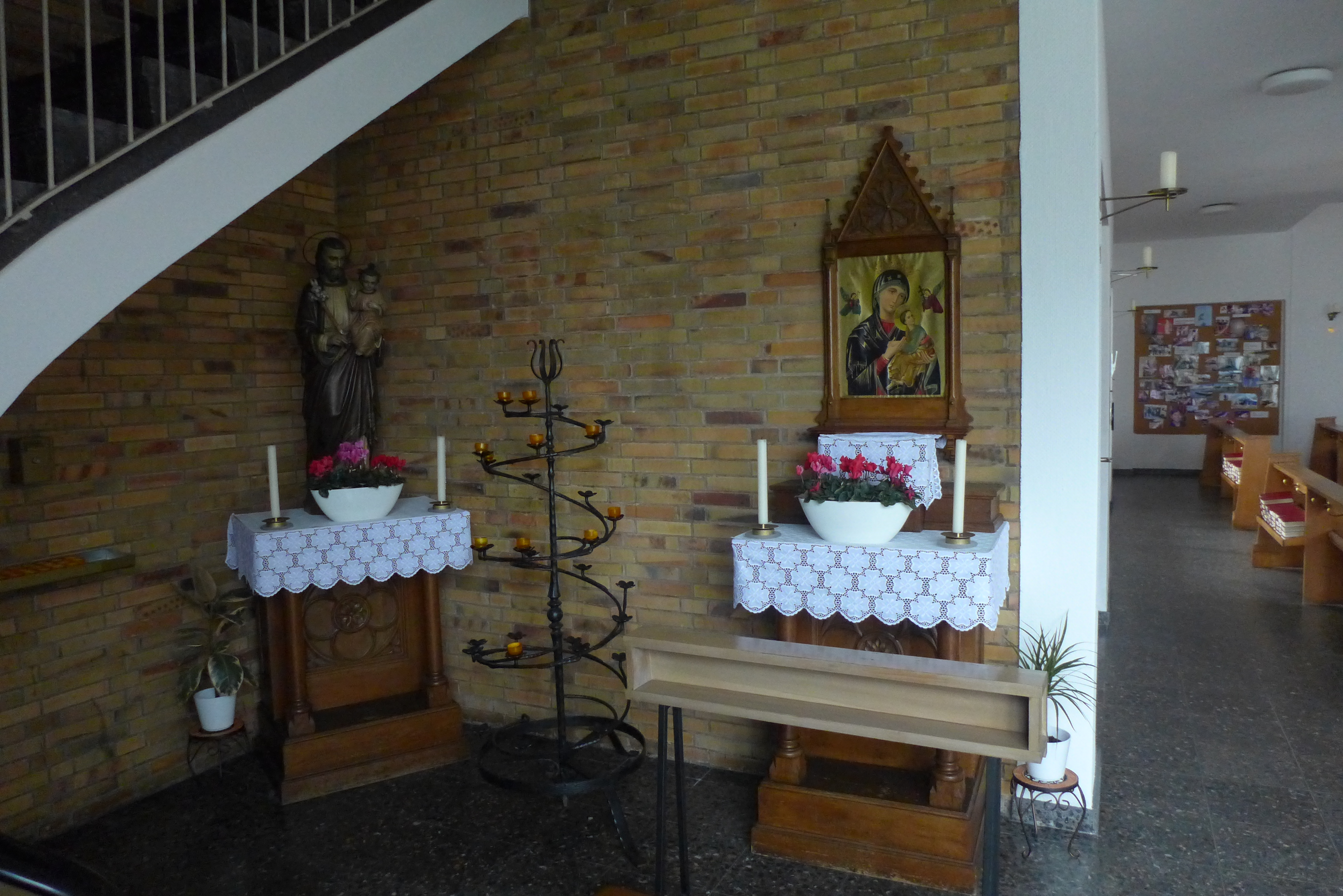
Marienaltar
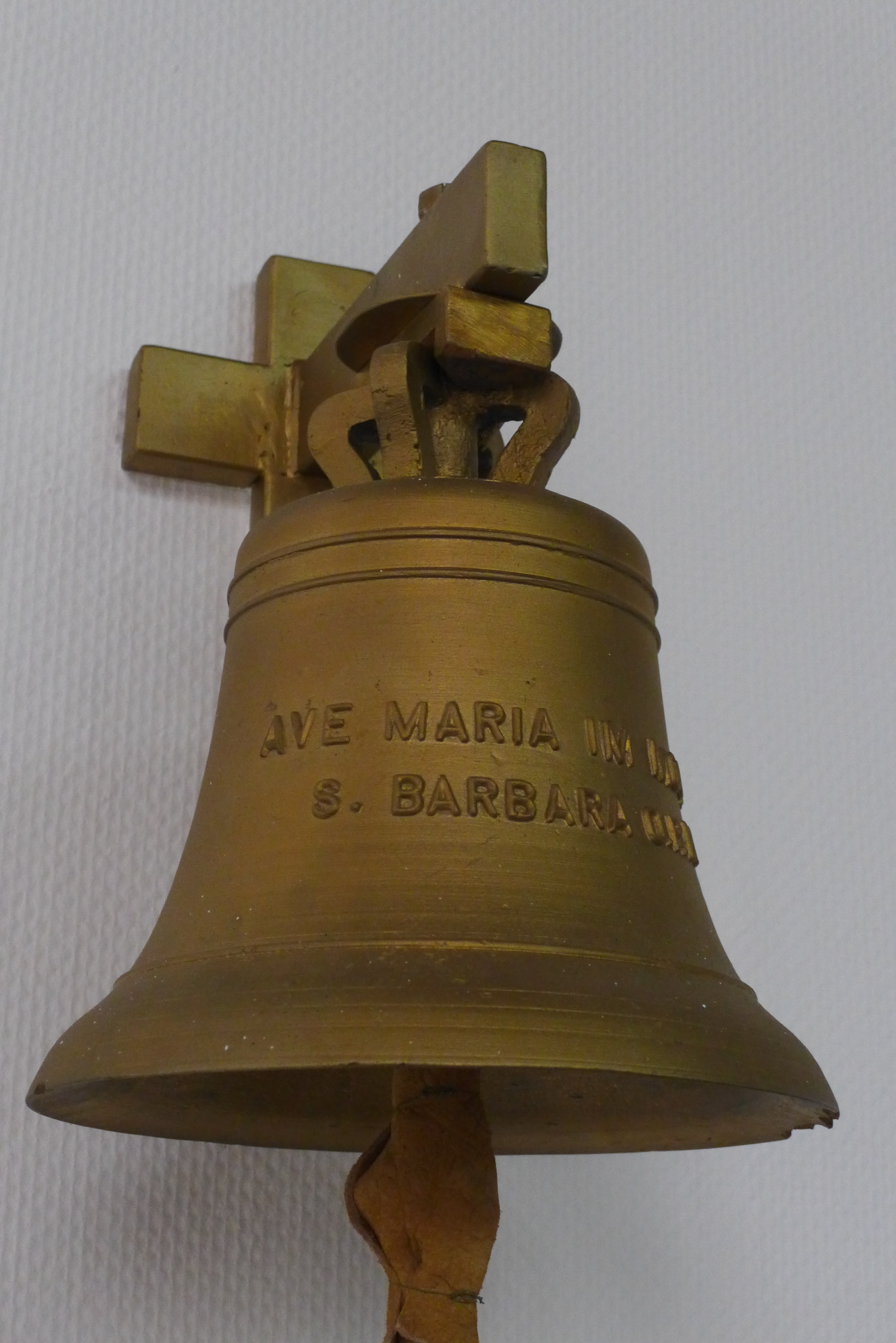
Messglocke im Altarbereich
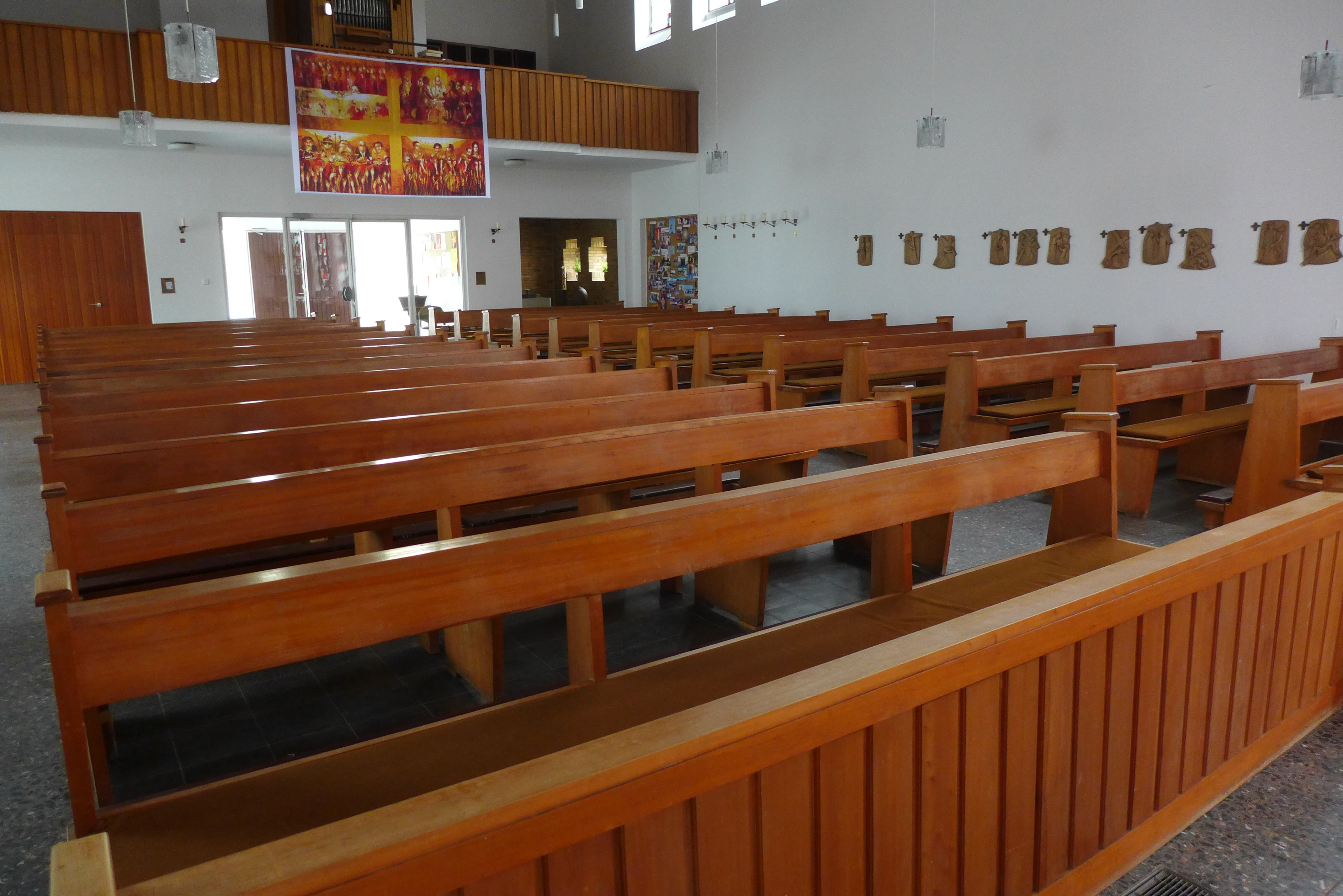
Kirchenschiff mit Kreuzweg (Hinten in der Nische befand sich das Taufbecken)
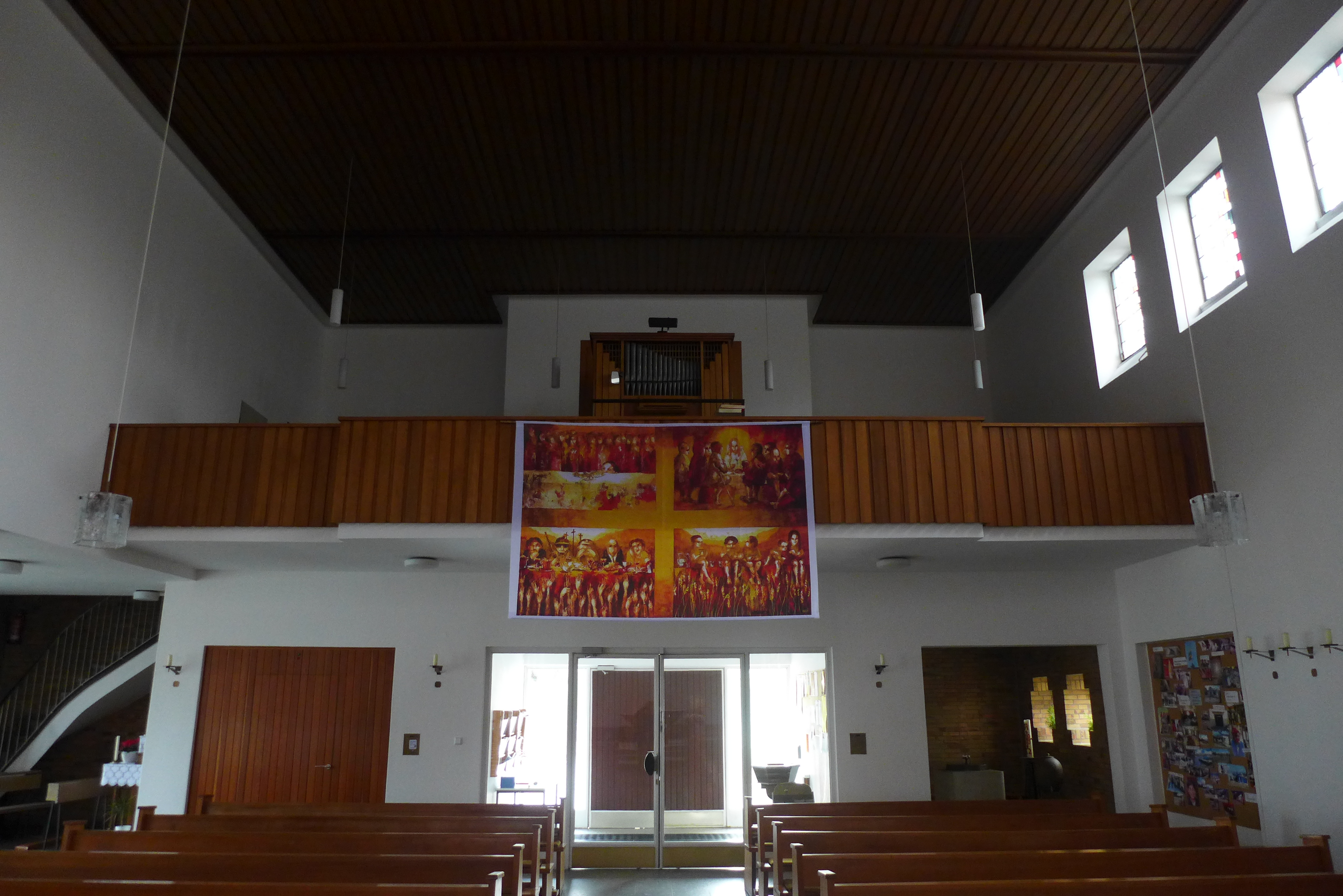
Empore mit Orgel
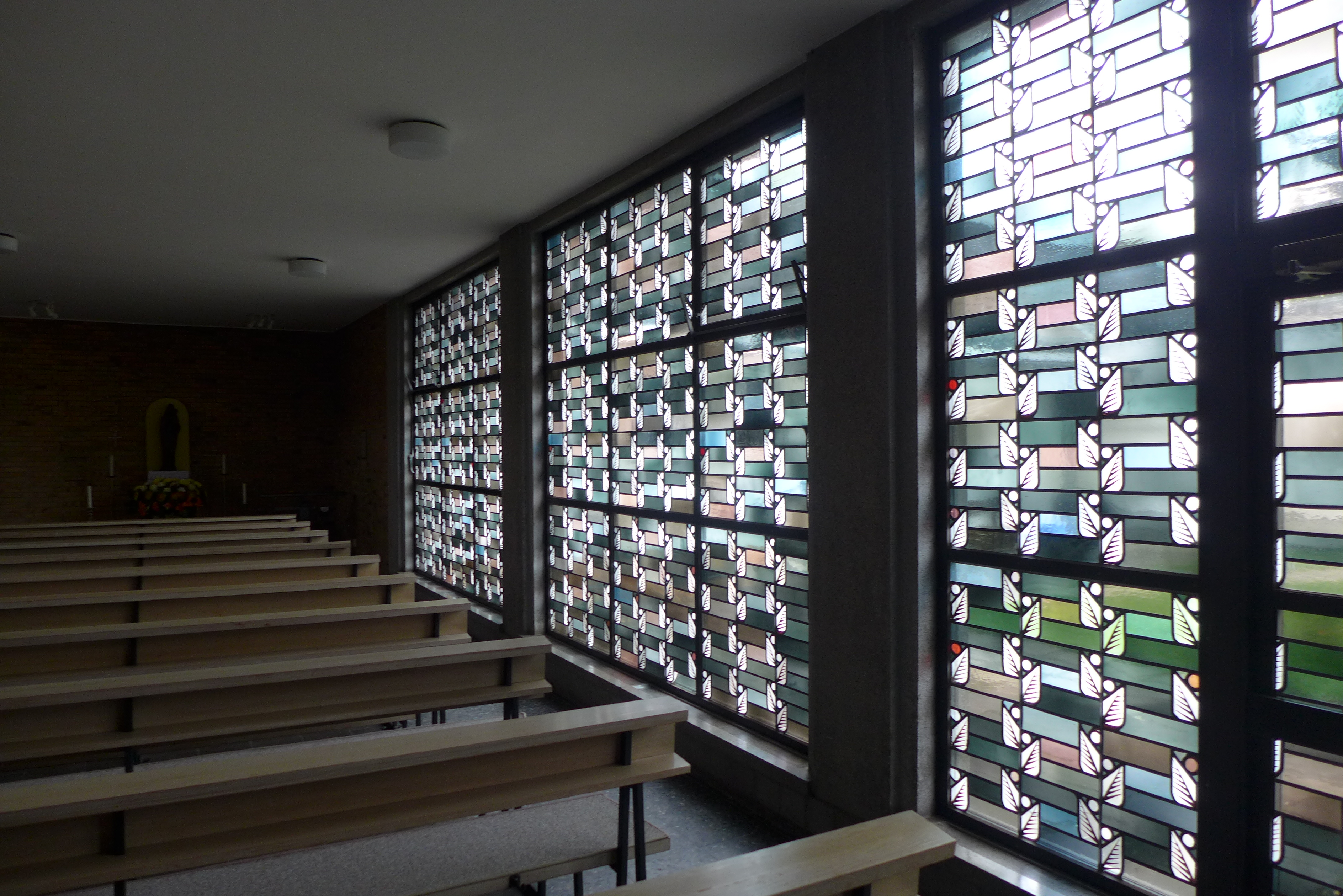
Seitenschiff